# Gustav Hänichen
Gustav Reinhold Hänichen (* 13. Mai 1860 in Lockwitz; † 16. Mai 1924 in Dresden-Bühlau) war ein deutscher Architekt, der zeitweise gemeinsam mit Heinrich Tscharmann im Architekturbüro Hänichen und Tscharmann in Dresden tätig war.

## Leben
Im Jahr 1898 gewann Hänichen den Architekturwettbewerb um den Neubau des Radebeuler Rathauses. 1906 gehörte Hänichen neben Fritz Schumacher, Rudolf Schilling und Ernst Kühn dem Preisgericht an, das den Wettbewerb zur Errichtung einer Realschule mit Progymnasium im Radebeuler Stadtteil Serkowitz zu entscheiden hatte.
Er war mit dem Architekten Heinrich Tscharmann assoziiert, mit dem er die Gesamtanlage und die Hauptbauten der Internationale Hygiene-Ausstellung Dresden 1911 entwarf.

## Bauten und Entwürfe

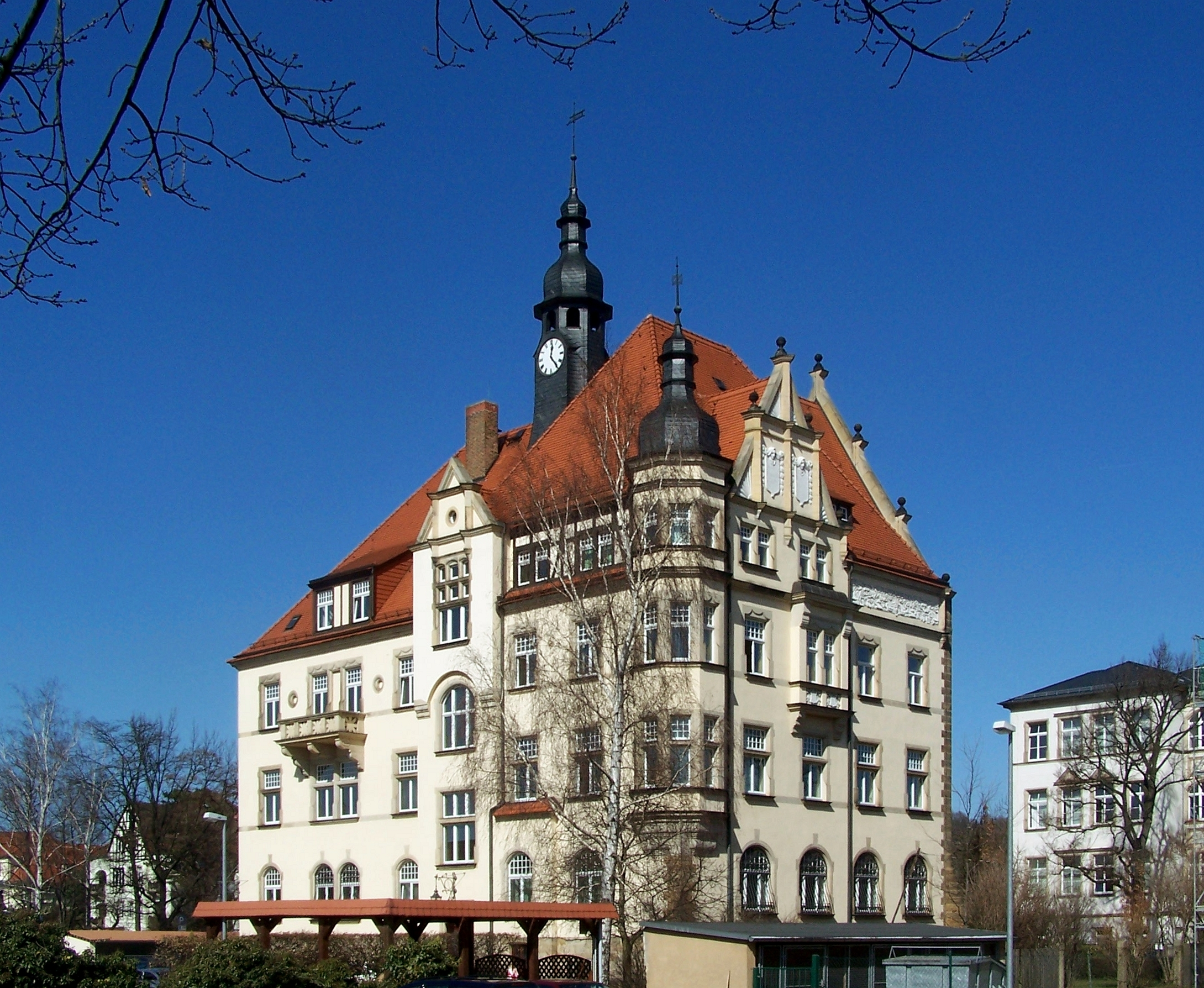
Rathaus in Radebeul

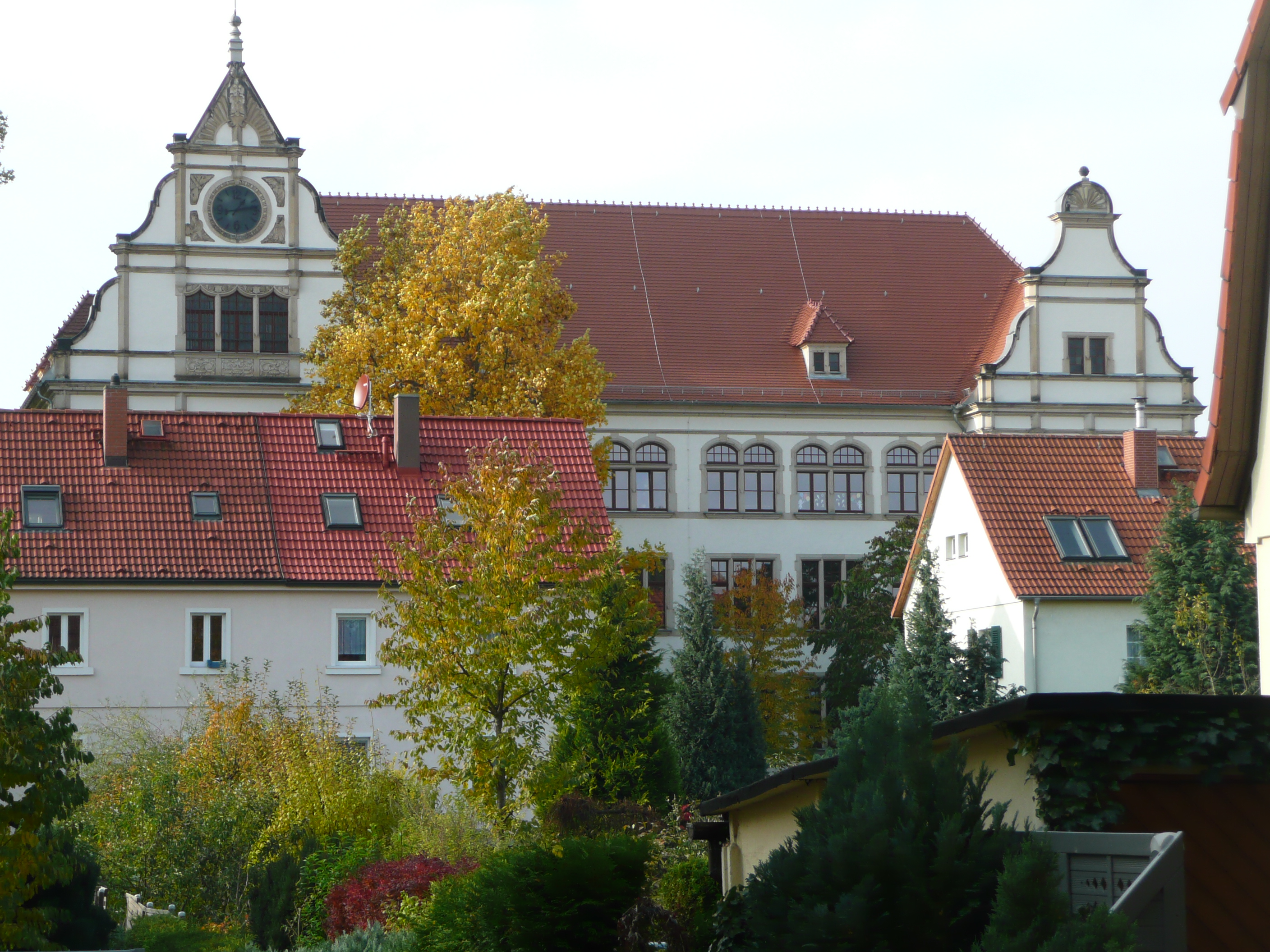
Volksschule in Trachau

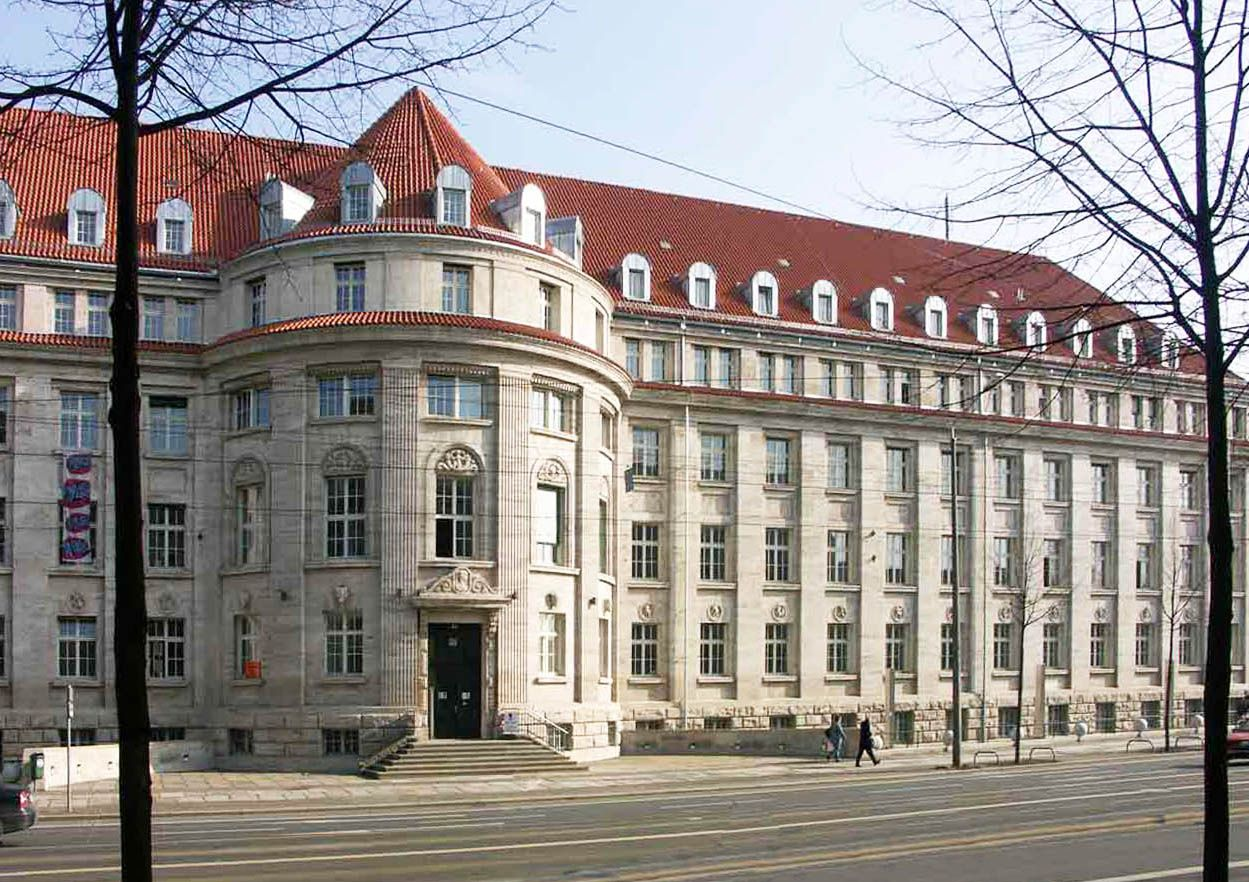
Teutoniahaus in Leipzig

- 1895–1896: Mehrfamilienwohnhaus Comeniusstraße 3 in Dresden-Johannstadt (Neorenaissance; später Tabakfabrik Dumitrescu; 1945 zerstört)[4]
- 1898–1900: Rathaus und dahinter liegendes Polizeiamtsgebäude in Alt-Radebeul
- 1899: Rathaus in Trachau (mit Wohnung des Gemeindevorstands)
- 1899: 16. Volksschule in Dresden-Trachau, Böttgerstraße 11 / Cottbuser Straße 34 (heute 56. Grundschule; unter Denkmalschutz)[5]
- 1900–1901: Rathaus in Leuben
- 1901–1902: Rathaus in Niedersedlitz[6]
- 1902–1903: Rathaus in Potschappel
- 1903: Wettbewerbsentwurf für das Neue Rathaus in Dresden (nicht ausgeführt)[7]
- 1910–1911: Dürerbundhaus für Ferdinand Avenarius in Dresden-Blasewitz, Heinrich-Schütz-Straße 2 (mit Tscharmann; 1945 zerstört)[8]
- 1910 veröffentlicht: Wohnhaus für den Fabrikbesitzer Carl Wolf in Roßwein (mit Tscharmann)[9][10]
- 1912 veröffentlicht: Grabmal der Familie Michelis-Hempelmann in Dresden (mit Tscharmann)[11]
- 1912 veröffentlicht: Sommerhaus in Oberrathen (mit Tscharmann)[12]
- 1912 veröffentlicht: Wohnhaus für den Rechtsanwalt Dr. Leo von Hartleben-Sarkhaza in Dresden-Blasewitz (mit Tscharmann)[13]
- 1913–1915: Teutoniahaus, Verwaltungsgebäude für die „Teutonia“ Versicherungs-AG in Leipzig-Connewitz, Karl-Liebknecht-Straße 143 (mit Tscharmann)[14][15]